# Ачикуль
Ачику́ль (рос. Ачикуль) — присілок у складі Білозерського району Курганської області, Росія. Входить до складу Нижньотобольної сільської ради.
Населення — 65 осіб (2010, 95 у 2002).